# Il passeggero
Il passeggero (The Passenger) è un romanzo dello scrittore statunitense Cormac McCarthy pubblicato nel 2022.

## Storia editoriale
L'autore ha pubblicato quest'opera sedici anni dopo il suo ultimo romanzo, La strada, e la sua uscita è stata seguita a breve distanza di tempo dal romanzo Stella Maris che costituisce il prequel de Il passeggero e anche l'ultima opera di questo autore.
Molti dei capitoli di questo romanzo sono composti di una scrittura di grande leggibilità, anche per l'andamento da thriller che l'autore imprime alla trama fin dalle fasi iniziali (e che si riverbera già nel titolo). L'andamento "giallo", col procedere della vicenda, verrà però modificato nel progressivo accumularsi di particolari inseriti in una strategia minuziosa, criptica e preordinata, molto probabilmente orchestrata a danno di Bobby Western, il protagonista. 
In questo contesto si sviluppano, viceversa, diversi capitoli che, nel riferire dialoghi tra il protagonista e altri personaggi sugli argomenti apparentemente più disparati, presentano una complessità e una serie di significati non immediati, anche perché esposti attraverso linguaggi specifici, o settoriali che dir si voglia, che spesso rendono non facile, ma non meno attraente, la comprensione del testo. Dunque, più che di un romanzo giallo, si tratta di un romanzo postmoderno, in cui è possibile rintracciare "la convergenza della letteratura (...) con varie modalità di teoria critica (...) e le sovversioni dell'implicito contratto tra autore, testo e lettore".

## Trama
(Cormac McCarthy, Il passeggero)
Il sommozzatore Bobby Western riceve l'incarico di ritrovare il relitto di un velivolo precipitato nelle profondità delle acque della baia del Mississippi. L'uomo ritrova l'aereo che risulta misteriosamente intatto. La scatola nera è scomparsa e con essa uno dei passeggeri, mentre tutti gli altri vengono ritrovati cadaveri.
Bobby inizia a indagare su quanto accaduto, ma presto si rende conto di essere coinvolto in qualcosa di molto più grande di lui. Nel frattempo deve anche fare i conti con il suo passato. Il padre, un fisico nucleare, ha partecipato al Progetto Manhattan per lo sviluppo della prima bomba atomica: Bobby è cresciuto con la consapevolezza del peso di questa responsabilità.
Intanto il giovane viene perseguitato sempre più pressantemente da alcuni emissari governativi, o federali, ma soprattutto non riesce a dare risposta a quanto ha potuto osservare durante la sua missione subacquea.
A questo punto inizia la fuga di Bobby Western che deve lasciare Knoxville, Nuova Orleans e la Florida anche perché vuole tenersi lontano dai luoghi che l'hanno visto in compagnia di Alicia, la sorella verso la quale nutre un sentimento amoroso ricambiato sebbene, per volontà di lui, del tutto platonico.
Il rapporto tra Alicia e Bobby è un rapporto complesso e ambivalente. I due fratelli sono legati da un profondo amore e affetto, ma sono anche separati da una serie di differenze e incomprensioni.  Alicia è una donna intelligente e sensibile, ma è anche fragile e tormentata. È affetta da schizofrenia, e la sua malattia la porta a un isolamento sempre crescente. 
Bobby è un uomo taciturno e schivo, che cerca di proteggere la sorella da se stessa e dal mondo. Dopo la morte di Alicia, Bobby è devastato dalla perdita e si sente in colpa per non essere stato in grado di aiutarla: Alicia è una presenza costante nella vita di Bobby, anche dopo la sua morte. È un fantasma che lo perseguita, ma è anche una guida che lo aiuta a trovare la sua strada. In definitiva, il rapporto tra Alicia e Bobby è un rapporto di amore, dolore e redenzione.

## Edizioni
- (EN) Cormac McCarthy, The Passenger, 1ª ed., New York, Alfred A. Knopf, 2022, ISBN 978-0-307-26899-0.
- (DE) Cormac McCarthy, Der Passagier, traduzione di Nikolaus Stingl, Amburgo, Rowohlt Verlag, 2022, ISBN 978-3498003371.
- Cormac McCarthy, Il passeggero, traduzione di Maurizia Balmelli, Supercoralli, Torino, Einaudi, 2023, ISBN 9788806259570.
- (FR) Cormac McCarthy, Le passager, traduzione di Serge Chauvin, Parigi, Editions de l'Olivier, 2023, ISBN 978-2-8236-1967-6.